# Mela campanina
La mela campanina (in dialetto mirandolese: póm campanèn), conosciuta anche come mela della nonna, è una varietà di mela domestica appartenente alla tradizione della bassa modenese e mantovana.
La mela campanina è inclusa nell'elenco dei prodotti agroalimentari tradizionali (PAT) e nel Repertorio volontario regionale delle risorse genetiche agrarie (codice RER V019) dell'Emilia-Romagna.
La varietà è diffusa anche in Veneto, dove viene chiamata campanin (codice GM27) oppure mela modenese (codice GM47).

## Storia
Le antiche origini di questa varietà non sono note, anche se nel 1751 il bolognese Francesco Argelati descrisse nel suo Decamerone (liberamente tratto da quello di Giovanni Boccaccio) il personaggio di Bartolomea Gualandi come «una delle più belle e vaghe giovani di Pisa, la quale ancora ventriquattr'anni non aveva, fresca e rotondetta che pareva una mela modenese».
Già nel 1815 il pomologo Giorgio Gallesio descrisse come "pomo di Modena" un semenzale rinvenuto nella provincia di Modena.
Nel 1877 lo storico mirandolese don Felice Ceretti pubblicò un articolo su un periodico locale in cui parlava di "pomi detti campanini dei quali nell'autunno si fanno larghe provviste e si trasportano fino a Venezia e ad altre città".
Grazie alla sua caratteristica di lunga e facile conservabilità, è stata in passato un tipo di mela particolarmente apprezzata, con esportazioni anche in Germania.
Dopo la seconda guerra mondiale, la coltivazione del melo campanino diminuì in favore di altre varietà più produttive, più facilmente coltivabili e più apprezzate dai consumatori; infatti, lo studioso Vilmo Cappi scriveva che "tra la frutta, tipiche sono le mele campanine che ora stanno scomparendo perché sostituite da varietà e tipi più commerciali, ma che da non pochi, vengono desiderate ancora e ricercate perché si conservano a lungo, tutto l'inverno, e mantengono sempre intatte la loro fragranza e la loro polpa bianca e pulita che sembra di marmo".

## Caratteristiche
I frutti del melo campanino sono piccoli con forma obloida costante, piuttosto simmetrica, appiattita o a volte sferoidale (circa 64 millimietri di diametro per 58 mm di altezza), con peso di circa 85-95 grammi.
La buccia è molto spessa e poco cerosa, di colore giallo-verde che diventa rosso-verde nei frutti esposti ai raggi del sole. La polpa è bianca-verdastra, molto soda e zuccherina. Il gusto è molto aromatico e leggermente acidulo.
Uno studio scientifico, compiuto dall'Università di Bologna, sulle caratteristiche di cinque mele antiche, fra cui la campanina, mette in evidenza le sue qualità: elevato contenuto in sostanze antiossidanti (fino a 4 volte in più rispetto alla mela Golden Delicious), elevato contenuto in pectina e polifenoli, oltre che di acido ascorbico (vitamina C).
Dopo la fioritura che avviene tra aprile e maggio, la raccolta dei frutti inizia mediamente verso la prima decade di ottobre e prosegue per circa un mese. La maturazione completa avviene dopo l'esposizione al sole per 5/7 giorni, durante i quali la buccia cambia colorazione passando dal verde al rosso: per tale motivo la Campanina viene anche chiamata la "melannurca del Norditalia".
A differenza di altre varietà, le mele campanine si conservano facilmente per cinque-sei mesi, fino ad aprile, e senza l'uso del frigorifero: tale caratteristica ne ha consentito la sopravvivenza fino ad oggi.

## Zona di coltivazione
La zona di coltivazione del melo campanino comprende le province di Ferrara, Mantova, Modena, Reggio Emilia, Rovigo. La varietà è diffusa anche in provincia di Venezia, dove è conosciuta come mela modenese.
- Provincia di Ferrara: Argenta, Ferrara e Portomaggiore
- Provincia di Mantova: Carbonara di Po, Pegognaga, Poggio Rusco, Quistello, San Benedetto Po, San Giacomo delle Segnate, San Giovanni del Dosso, Roverbella e Schivenoglia
- Provincia di Modena: tutti i comuni di pianura
- Provincia di Reggio Emilia: Bagnolo in Piano,  Campagnola Emilia, Correggio, Fabbrico, Novellara, Reggio Emilia, Rio Saliceto, Rolo e San Martino in Rio
- Provincia di Rovigo: Adria, Badia Polesine, Canaro, Costa di Rovigo, Crespino, Lendinara, Rovigo, San Martino di Venezze,   Trecenta
- Provincia di Venezia: Dolo, Fossalta, Jesolo, Mira, Mirano, Noale, Portogruaro, Salzano, Scorzè e Venezia

## Utilizzo
Da sempre conosciuta come mela cotta (la sua polpa rimane integra e compatta anche dopo la cottura) è ottima anche consumata fresca in quanto mantiene inalterate tutte le sue caratteristiche in sostanze nutrienti.
La mela campanina può essere consumata cruda, tuttavia a causa della sua buccia molto spessa è preferibile la cottura, meglio se in una casseruola con un po' di acqua e una semplice spolverata di zucchero, che nel forno si caramellizza.
La polpa della mela campanina viene usata per confezionare marmellata, mostarda (tra cui la mostarda mantovana) e il cosiddetto savór ("sapore"), oppure semplicemente per la torta di mele o le frittelle.